# Čukojevac
Čukojevac (cirill betűkkel Чукојевац), település Szerbiában, a Raškai körzet Kraljevoi községében.

## Népesség
- 1948-ban 1 348 lakosa volt.
- 1953-ban 1 407 lakosa volt.
- 1961-ben 1 406 lakosa volt.
- 1971-ben 1 377 lakosa volt.
- 1981-ben 1 374 lakosa volt.
- 1991-ben 1 379 lakosa volt.
- 2002-ben 1 204 lakosa volt, akik közül 1 197 szerb (99,41%), 4 orosz, 1 macedón, 1 ukrán.